# Tarazona
Tarazona je město v provincii Zaragona v autonomním společenství Aragonie ve Španělsku. Je to hlavní město aragonské comarcy Tarazona y el Moncayo. Žije zde přibližně 11 tisíc obyvatel. Je také sídlem římskokatolické diecéze Tarazony. Tarazona je biskupské a Mudéjarské město. Jeho katedrála je jednou z nejneobvyklejších devíti v Aragonu, protože k původní gotické stavbě jsou přidány Mudejarské věže a kupolová základna a renesanční fasáda.

## Historie
Během římské éry byla Tarazona prosperujícím městem, jehož obyvatelé byli plnými římskými občany (to bylo známé jako Turiaso). Město upadlo po pádu Římské říše a v 8. století se stalo muslimským městem.
Město si podmanil v roce 1119 Alfons I. Aragonský a stalo se sídlem diecéze Tarazona. Stavba na katedrále Tarazona byla poprvé zahájena ve 12. století ve francouzském gotickém stylu a byla vysvěcena v roce 1232.
Po ukřižování Alfonse I. Aragonského se Tarazona stala městem ležícím na hranicích mezi Kastilií, Navarrem a Aragonií a měla tedy strategický význam.
Během staletí arabské vlády byla populace města různorodá a křesťané, Židé a muslimové žili společně. Muslimská přítomnost byla patrná v místní architektuře(samotná katedrála byla později přestavěna v Mudéjarském stylu). Když byli Morisconi vyhnáni, město utrpělo hroznou krizi. Během války dvou Petrů bylo město obsazeno kastilskými jednotkami na devět let a katedrála byla během této doby poškozena.
Ve 20. století se Tarazona stala důležitým výrobcem zápalek a textilu, ale tato odvětví byla od 80. let 20. století nahrazena jinými.
V současnosti je město významnou cílovou destinací městě turistů.